# Poliantes
Poliantes de Sardes (grec antic: Πολυάνθης, llatí: Polyanthes) va ser un militar corinti que va dirigir la flota peloponèsia que va lliurar un combat contra la flota atenesa dirigida per Dífil al golf de Corint l'any 413 aC, i que va tenir un resultat indecís.
Apareix altre cop el 395 aC com un dels dirigents de Corint que va rebre diners de Timòcrates de Rodes, enviat del sàtrapa persa Titraustes per subornar als diferents caps dels estats grecs per fer la guerra contra Esparta, a fi i efecte de què aquest estat hagués de cridar a Agesilau II que estava fent una victoriosa campanya a l'Àsia Menor.